# Ein böses Märchen … aus tausend finsteren Nächten
《Ein böses Märchen … aus tausend finsteren Nächten》은 독일 하드록 밴드 뵈제 옹켈츠의 정규15 집이다. 2000년 3월 20일에 자신들이 설립한 레이블 Rule23 Recordings에서 발매되었다. 앨범 타이틀은 첫 번째 곡의 가사의 첫 번째 줄에서 차용했다.

## 수록곡
| #  | 곡목                    | 시간 |
| -- | ----------------------- | ---- |
| 1  | Onkelz 2000             | 4:12 |
| 2  | Dunkler Ort             | 4:13 |
| 3  | Exitus                  | 3:53 |
| 4  | Schutzgeist der Scheiße | 4:47 |
| 5  | Lüge                    | 3:43 |
| 6  | Knast                   | 5:44 |
| 7  | C'est la vie            | 4:24 |
| 8  | Danke                   | 3:22 |
| 9  | Es ist wie es ist       | 2:54 |
| 10 | Zuviel                  | 5:11 |
| 11 | Gesichter des Todes     | 4:34 |
| 12 | Panamericana            | 6:12 |

## 각 수록곡에 대한 설명
Onkelz 2000
이 곡은 가사적, 음악적으로 밴드 20년의 영욕을 다루고 있다.
슈테판 바이드너는 한 인터뷰에서 "20년동안 미디어의 공격을 받아왔지만 독일 차트에서 꾸준히 좋은 성적을 거두고 있다. 나는 너희(미디어)들이 우리를 공격하면서 조금이라도 기뻐했으면 좋겠다..."
Dunkler Ort
이 곡은 인간 스스로가 어두운 현실을 만들어 냈고 홀로 극볼할 수 있다는 것을 다루고 있다. 누구나 자신만의 사막을 만들어 낼 수 있고, 이를 긍정적으로 만들수도 있다.
Exitus
이 곡은 스스로 변화하지 못하고 자기의견을 갖지 못한 인간들을 노래하고 있다.
Schutzgeist der Scheiße
이 곡은 꿈과 희망이 이루어지지 않을 때 닥치는 좌절과 실망을 다루고 있다.
Lüge
이 곡의 가사는 거짓말을 다루고 있는데, 처음에는 가벼운 거짓말로 시작했다가 계속 커져서 결국 자신을 무너뜨리게 된다는 내용을 담고 있다.
Knast
이 곡은 장기복역수의 감정을 노래하고 있다.
슈테판 바이드너는 한 인터뷰에서 "우리 넷 중 오랜 시간동안 복역한 사람은 없지만, 우리 친구중에는 그런 친구들이 매우 많다. 그리고 우리의 팬인 복역자들에게 많은 우편물을 받는데, 이제 이들이 느끼는 감정에 대해서 가사를 쓸 때가 된 것 같다." 라고 말했다.
C'est la vie
이 곡은 악순환에 갇혀서 빠져나오기 힘든 거리의 아이들을 노래하고 있다.
Danke
이 곡은 10년이 넘는 세월동안 자리를 지킨 팬들에게 바치는 송가이다.
Es ist wie es ist
이 곡은 밴드 멤버들이 종종 겪은 술과 마약과 관련된 부정적인 경험을 다루고 있다.
Zuviel
이 곡은 관계를 이성적으로 끝낼 수 없다는 것을 담고 있다.
Gesichter des Todes
이 곡은 미디어의 돈과 시청률에 대한 집착을 다루고 있다.
Panamericana
이 곡은 연주곡이다. 제목은 알래스카에서 칠레까지 이어진 판아메리카 고속도로에서 차용했다.

## 상업적성공 및 싱글커트곡
이 앨범은 전작Viva los tioz과 같이 발매와 동시에 독일 앨범차트 1위에 올랐다. 총 22주간 Top 100차트에 머물렀다.
싱글앨범의 타이틀은 Dunkler Ort이고 ,앨범 수록곡 Schutzgeist der Scheiße과 1985년에 발매된 2집 Böse Menschen – Böse Lieder의 수록곡Signum des Verrats의 재녹음 버전을 함께 수록했다.
또한 싱글앨범은 인핸스드 버전으로 Dunkler Ort의 뮤직비디오와 밴드의 사진을 함께 담았다. 이 앨범은 독일 싱글차트 2위에 올랐고 10주간 Top 100차트에 머물렀다.
독일에서는 25만장 이상 앨범을 판매한 뮤지션에게 골든 디스크를 수상한다.